# Orlea (Olt)
Pour les articles homonymes, voir Orlea.
Orlea est une commune du județ d'Olt en Roumanie.